# استان اریستانو
استان اریستانو (به ایتالیایی: Province di Oristano) استانی در غرب کشور ایتالیا است. اریستانو در منطقهٔ ساردنی قرار دارد و مرکز آن شهر اریستانو است. مساحت این استان ۳٬۰۴۰ کیلومترمربع و جمعیت آن طبق سرشماری سال ۲۰۱۱ میلادی، تقریباً ۱۶۴٬۱۱۳ نفر بوده‌است.